# Bioko Sur
Bioko Sur is een provincie van Equatoriaal-Guinea, gelegen op het eiland Bioko. De provincie is 1241 km² groot en heeft 29.034 inwoners (2001). De hoofdstad is Luba.
Annobón · Bioko Norte · Bioko Sur · Centro Sur · Kié-Ntem · Litoral · Wele-Nzas